# Gryteryds församling
Gryteryds församling var en församling i Östbo-Västbo kontrakt, Växjö stift och Gislaveds kommun. Församlingen ingick i Burseryds pastorat. Församlingen uppgick 2014 i Burseryds församling.  
Församlingskyrka var Gryteryds kyrka.

## Administrativ historik
Församlingen har medeltida ursprung.
Församlingen var till 1962 annexförsamling i pastoratet (Södra) Hestra och Gryteryd. Från 1962 till 2014 var församlingen annexförsamling i pastoratet Burseryd, Sandvik (uppgick 1995 i Burseryds församling), Södra Hestra och Gryteryd.
Församlingen uppgick 2014 i Burseryds församling. 